# Жан Нувель
Жан Нуве́ль (фр. Jean Nouvel, *12 серпня 1945, Фюмель, Франція) — широко відомий французький архітектор.
У 2008 році став лауреатом Прітцкерівської премії — найпрестижнішої у світі в галузі архітектури.

## Біографія
Жан Нувель народився 12 серпня 1945 року в родині вчителів. Спочатку мав бажання стати художником, але батьки наполягли на серйознішій освіті для сина, і він вступив на архітектурне відділення Вищої школи красних мистецтв у Бордо.
1966 року, навчаючись, Жан Нувель виграв право на отимання стипендії і продовжив освіту вже у Вищій школі мистецтв у Парижі. Незадовго до завершення навчання він відкрив своє перше архітектурне бюро (у співпраці з Франсуа Сеньйором). А у 25-річному віці (1970) Жан Нувель став архітектором Паризької бієнале.
У 1970-ті Жан Нувель був близьким до конструктивізму, він сповідував принципи т. зв. «критичної архітектури», ставши 1976 року одним із засновників руху в архітектурі «Марс 1976» та «Архітектурний синдікат». Його прихильники відстоювали свої позиції не тільки перед клієнтами, а й у боротьбі з місцевою владою — навіть добилися змін у містобудівному законодавстві в деяких провінціях Франції.
Спражній прорив у творчості Нувеля відбувся у 1980-ті і пов'язаний він зі співпрацею з архітектурним бюро «Architecture Studio» над проєктом будівлі Інституту арабського світу в Парижі. Подальшими значними досягненнями стали Ліонський Оперний театр, торговельний центр «Євралілль» в Ліллі, Галерея Лафайєта в Берліні, Культурно-громадський центр у Люцерні, а також виставковий комплекс «Моноліт» (тимчасова споруда), що плавав озером Муртензєе під час виставки «EXPO-2002». До нещодавних проєктів Нувеля належать Вежа Аґбар у Барселоні, реконструкція Музею королеви Софії в Мадриді і музей Гугенгайма в Токіо та Ріо-де-Жанейро (нездійсненні проєкти).
1991 року Нувель стал віце-президентом Французького інституту архітектури, а від 1993 року — почесним членом американського Інституту архітекторів.
1994 року Жан Нувель заснував «Ательє Жана Нувеля», що вже в середині 2000-х років зі своїми 140 співробітниками стало провідним архітектурним бюро Франції. Зазвичай у роботі «Ательє» перебувають декілька десятків проєктів на різних стадіях виконання робіт, як у Франції, так і за кордоном. Штаб-квартира компанії міститься в Парижі, також працюють філії у Лондоні, Копенгагені, Міннеаполісі, Римі, Мадриді та Барселоні.
Критики творчості Нувеля відмічають, що тому не властивий стиль і власний набір фірмових прийомів. Сам архітектор називає свій метод гіпер-вибірковістю, що полягає в максимальній адаптації проєкту до вимог замовника, завдання будинку, місцевого ландшафту і культурних традицій, відтак, з одного боку, це начебто зближує його з функціоналізмом, а з іншого — відкриває простір для все тієї ж творчості. Наприклад, Інститут арабського світу — загалом конструктивістська, але дуже функціональна будівля, причому декор споруди виконує суто прагматичні функції, при цьому апелюючи до арабської орнаментальної стилістики. Ось як сам Нувель пояснює свій «стиль»:
|  | «Моя архітектура заснована на сьогоднішньому уявленні про сучасність. Для мене сучасність сьогодні — це насамперед питання матеріалів, яке автоматично припускає взаємодію зі світлом. Кожний архітектурний об’єкт перебуває в просторі, який має фізичний та історичний контексти. Я не вважаю, що архітектор створює простір. Ми працюємо в рамках існуючого простору. Я не вірю в архітектуру, яка залишається актуальною впродовж століття. Вона має суто сучасне, моментальне значення або не має значення зовсім. Я також не вірю в архітектуру, яка створює власний історичний простір незалежно від того, що було на цьому місці до неї й навколо неї». |

У Нувеля двоє дорослих синів від першого шлюбу і дочка — від другого. Дружина архітектора — шведка, також архітектор Міа Хаг.

## Проєкти та архітектурні споруди

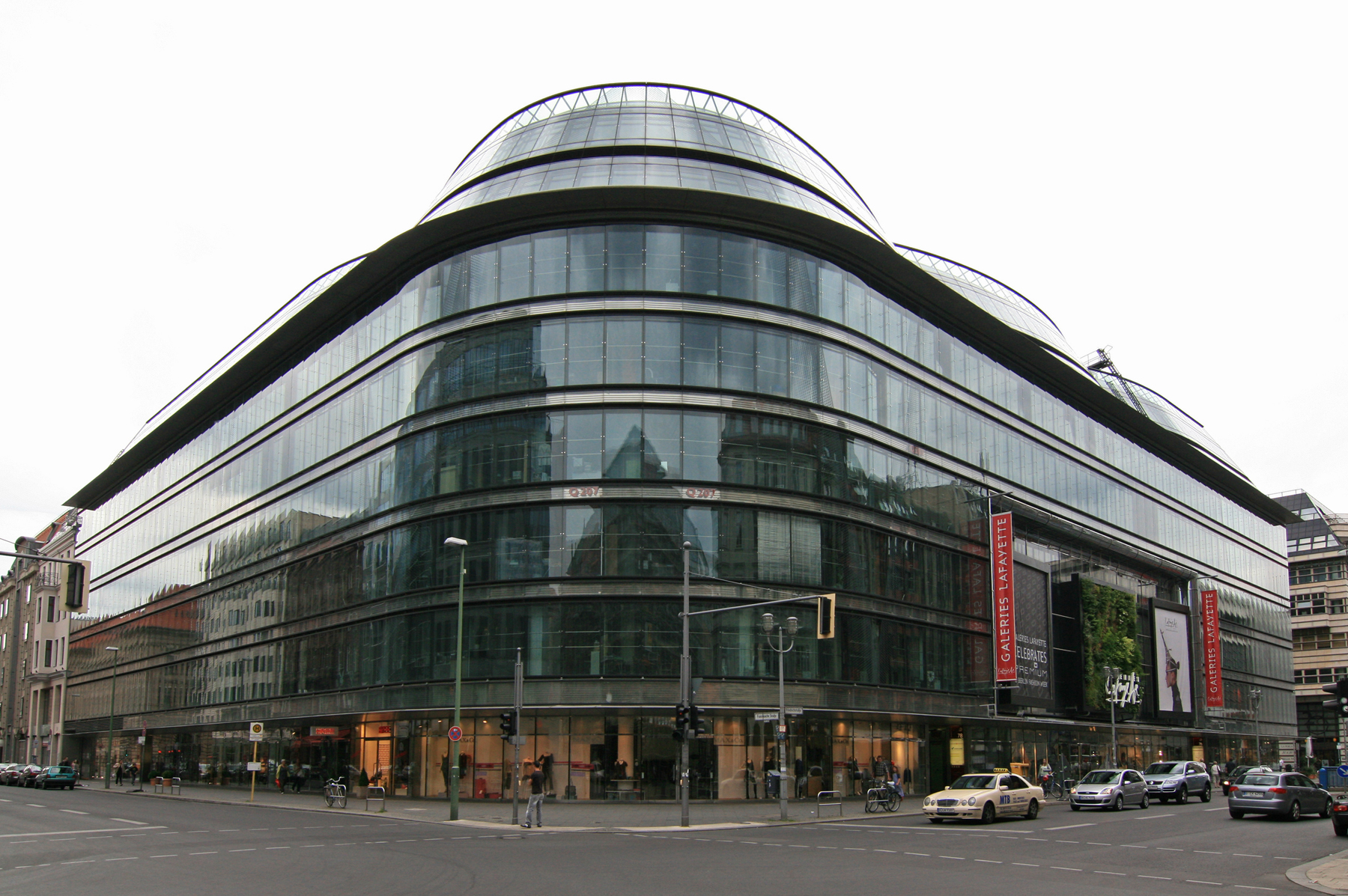
ТЦ «Галерея Лафайєт», Берлін

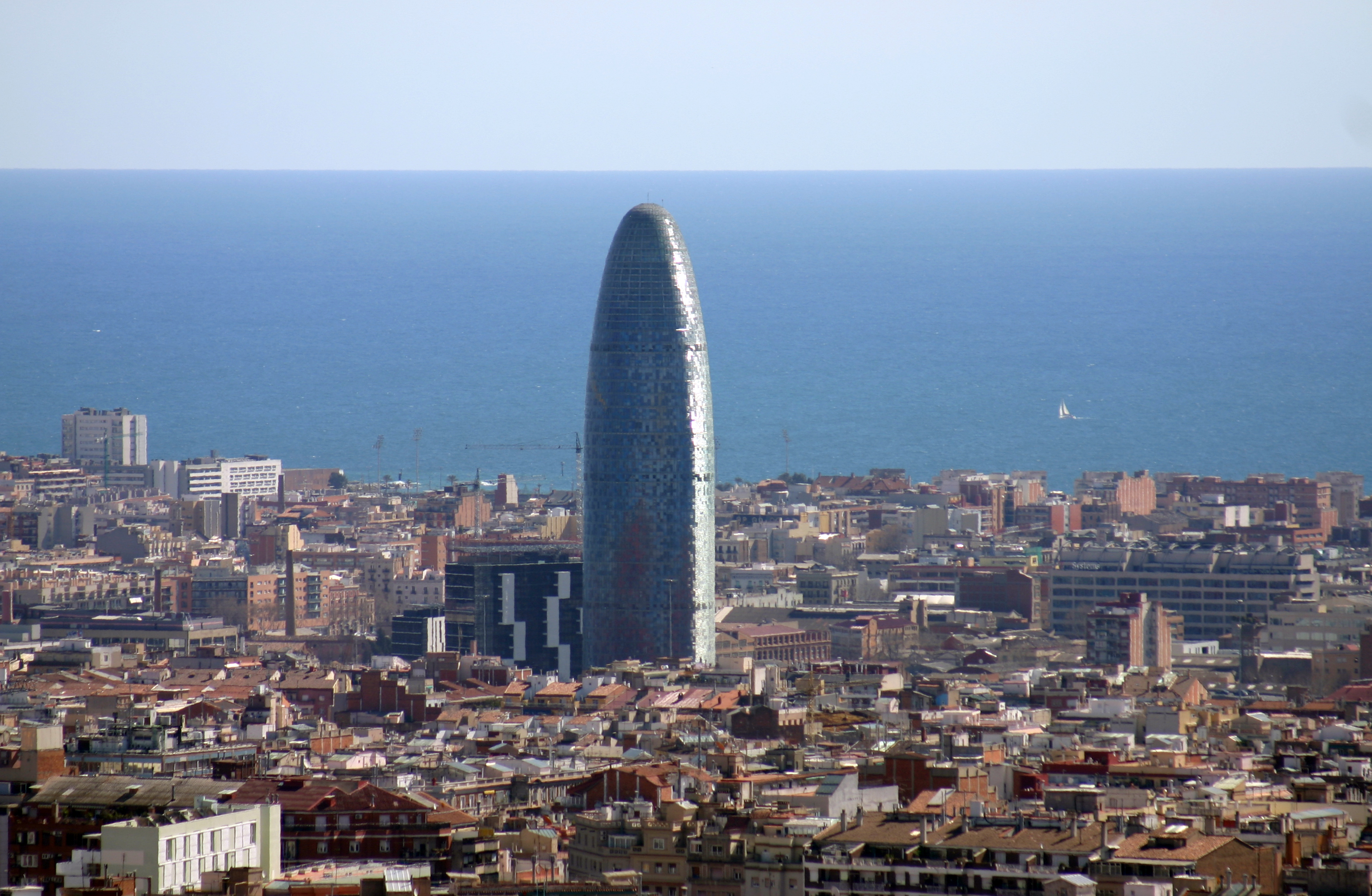
Панорама частини Барселони з домінантою Вежі Аґбар

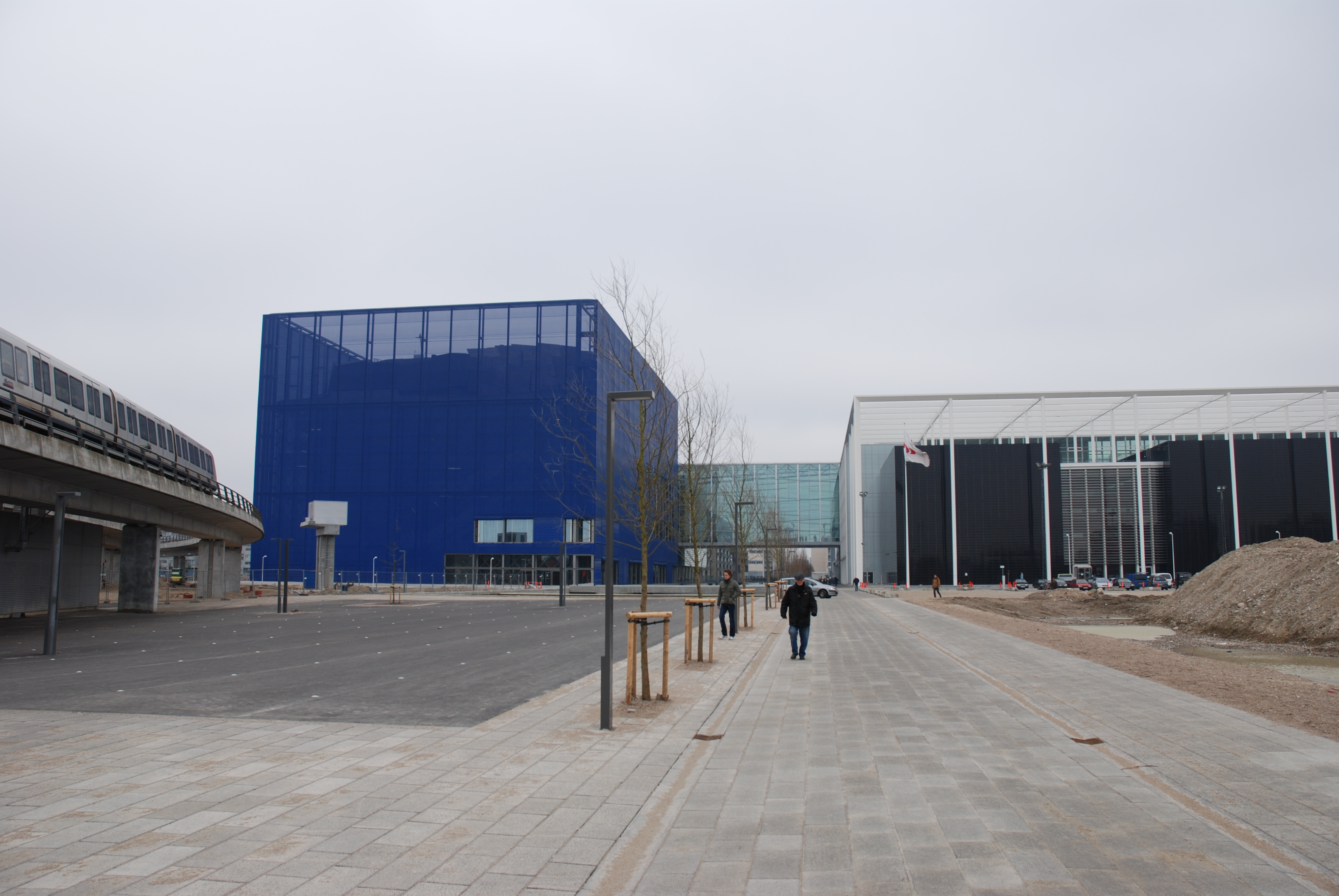
Концертна зала, Копенгаген

До визначних втілених і дотеперешніх проєктів Жана Нувеля та його бюро належать:
- Інститут арабського світу в Парижі, 1981—87;
- Торговий центр «Галерея Лафайєт» у Берліні, 1991—95;
- Оперний театр у Ліоні, 1993;
- Штаб-кваритира Фонду Картьє в Парижі, 1994;
- Культурно-громадський центр у Люцерні, 1993–1999;
- Готель «The Hotel» у Люцерні, 1999–2000;
- Газометр А у Відні, 2001;
- Фасад хмарочосу «Кельнтурмс» у Кельні, 2001;
- Вежа Аґбар у Барселоні, 2004;
- Аквакомплекс «Лазні в доках» у Гаврі, Франція;
- Концертна зала, Копенгаген 2009;
- Музей цивілізацій Африки, Азії, Океанії та Австралії (Музей на набережній Бранлі) в Парижі;
- Театральний комплекс Гасрі, Міннеаполіс, США;
- Галло-романський музей, Періге, Франція;
- нове крило Музею королеви Софії, Мадрид;
- Палац правосуддя у Нанті;
- торговельно-розважальний центр «Золотий янгол» у Празі;
- «Лувр» в Абу-Дабі;
- Паризька філармонія у Парку Ля Вілетт (завершення робіт очікується 2012);
- «W-Hotel» у Дубаї (проєкт);
- «Будинок вітражів» у Нью-Йорку (проєкт);
- Музей Гугенгайма в Ріо-де-Жанейро та Токіо (проєкти);
- «Тур Сіґналь» у Парижі (завершення робіт очікується 2013 року).

## Нагороди
- 1987 — «Архітектурний Гран Прі» Франції;
- 1987 — Премія «Equerre d'Argent» за Інститут арабського світу;
- 1989 — Премія Ага-хана IV за етнічне втілення музейного проєкту;
- 1998 — Золота медаль Французької академії архітектури;
- 2000 — Золотой лев Венеційського бієнале;
- 2001 — Золота медаль Королівського інституту британських архітекторів;
- 2001 — Імператорська премія;
- 2002 — Кавалер Ордену Почесного легіону;
- 2005 — Премія Вольфа в галузі мистецтв (архітектура);
- 2008 — Прітцкерівська премія.